# Chuyến bay 507 của Kenya Airways
Chuyến bay 507 của hãng hàng không Kenya Airways là một dịch vụ hành khách của Abidjan-Douala-Nairobi, hoạt động với một chiếc Boeing 737-800, đã rơi vào giai đoạn đầu của chuyến bay thứ hai vào ngày 5 tháng 5 năm 2007, ngay sau khi cất cánh từ sân bay quốc tế Douala ở Cameroon.
Chiếc máy bay đã vỡ thành những mảnh nhỏ và gần như bị chìm trong đầm lầy ngập mặn, phía nam (176 độ) là 5.4 km (3,4 dặm) về phía cuối của đường băng sân bay quốc tế Douala. Không có người nào còn sống sót. Cuộc điều tra của Cơ quan Hàng không dân dụng Cameroon xác định rằng các phi công không thông báo và sửa chữa ngân hàng quá mức sau khi cất cánh. Điều này dẫn đến việc mất kiểm soát và khiến máy bay rơi.

## Hành khách và phi hành đoàn
| Quốc gia               | Hành khách | Phi hành đoàn | Tổng cộng |
| ---------------------- | ---------- | ------------- | --------- |
| Burkina Faso           | 1          | 0             | 1         |
| Cameroon               | 37         | 0             | 37        |
| Trung Phi              | 2          | 0             | 2         |
| Trung Quốc             | 5          | 0             | 5         |
| Comoros                | 2          | 0             | 2         |
| Cộng hòa Dân chủ Congo | 2          | 0             | 2         |
| Cộng hoà Congo         | 1          | 0             | 1         |
| Bờ Biển Ngà            | 6          | 0             | 6         |
| Ai Cập                 | 1          | 0             | 1         |
| Guinea Xích Đạo        | 2          | 0             | 2         |
| Ghana                  | 1          | 0             | 1         |
| Ấn Độ                  | 15         | 0             | 15        |
| Kenya                  | 3          | 6             | 9         |
| Hàn Quốc               | 1          | 0             | 1         |
| Mali                   | 1          | 0             | 1         |
| Mauritanie             | 1          | 0             | 1         |
| Mauritius              | 1          | 0             | 1         |
| Niger                  | 3          | 0             | 3         |
| Nigeria                | 6          | 0             | 6         |
| Sénégal                | 1          | 0             | 1         |
| Nam Phi                | 7          | 0             | 7         |
| Thụy Điển              | 1          | 0             | 1         |
| Thụy Sĩ                | 1          | 0             | 1         |
| Tanzania               | 1          | 0             | 1         |
| Togo                   | 1          | 0             | 1         |
| Anh Quốc               | 5          | 0             | 5         |
| Hoa Kỳ                 | 1          | 0             | 1         |
| Total                  | 108        | 6             | 114       |

### Những hành khách đặc biệt
- Campbell Utton – CEO MTN Group Cameroon
- Sarah Stewart – CFO MTN Group Cameroon[9]
- Amol Chauhan – Giám đốc Parle Products, Ấn Độ[10]
- Anthony Mitchell – phóng viên Associated Press đóng ở Kenya[11]
- Siaka Diarra – Chủ tịch khu vực nói tiếng Pháp ở Tây Phi, Liên hiệp người mù châu Phi, Chủ tịch Hiệp hội người mù Burkina Faso

– Nguồn: